# Campeonato Mundial de Ciclismo en Ruta de 1955

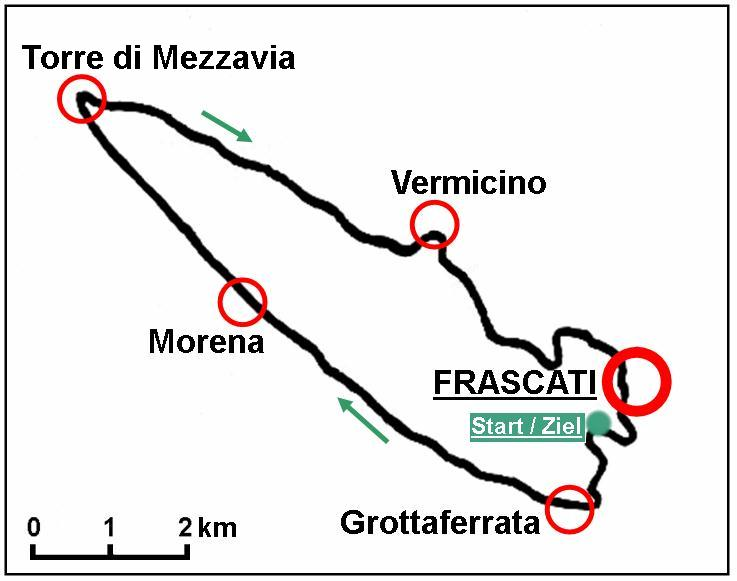
Recorrido realizado en el Campeonato del mundo de ciclismo en ruta de 1955.

Los Campeonatos del mundo de ciclismo en ruta de 1955 se celebró en la localidad italiana de Frascati el 27 y 28 de agosto de 1955. 

## Resultados
| Evento                     | Oro                    | Oro        | Plata                          | Plata    | Bronce                     | Bronce   |
| -------------------------- | ---------------------- | ---------- | ------------------------------ | -------- | -------------------------- | -------- |
| Pruebas masculinas         |                        |            |                                |          |                            |          |
| Hombres - carrera en línea | Stan Ockers · Bélgica  | 8h 43' 29" | Jean-Pierre Schmitz Luxemburgo | + 1' 03" | Germain Derijcke · Bélgica | + 1' 15" |
| Amateur - carrera en línea | Sante Ranucci · Italia | 5h 36' 09" | Lino Grassi · Italia           | m.t.     | Dino Bruni · Italia        | m.t.     |